# سایوز تی‌ام-۷
سایوز-تی‌ام-۷ (به روسی: Союз )(به معنای اتحاد) یکی از ماموریت های اینترکسموس و هفتمین مأموریت سرنشین دار سازمان فضایی شوروی به سمت ایستگاه فضایی میر محسوب می شود. این ماموریت برای اولین بار شاهد راهپیمایی فضایی یک فضانورد غیر روسی٬ غیر آمریکایی بود.
در طول این ماموریت ۳ فضاپیمای پشتیبانی پروگرس به ایستگاه میر متصل شدند.

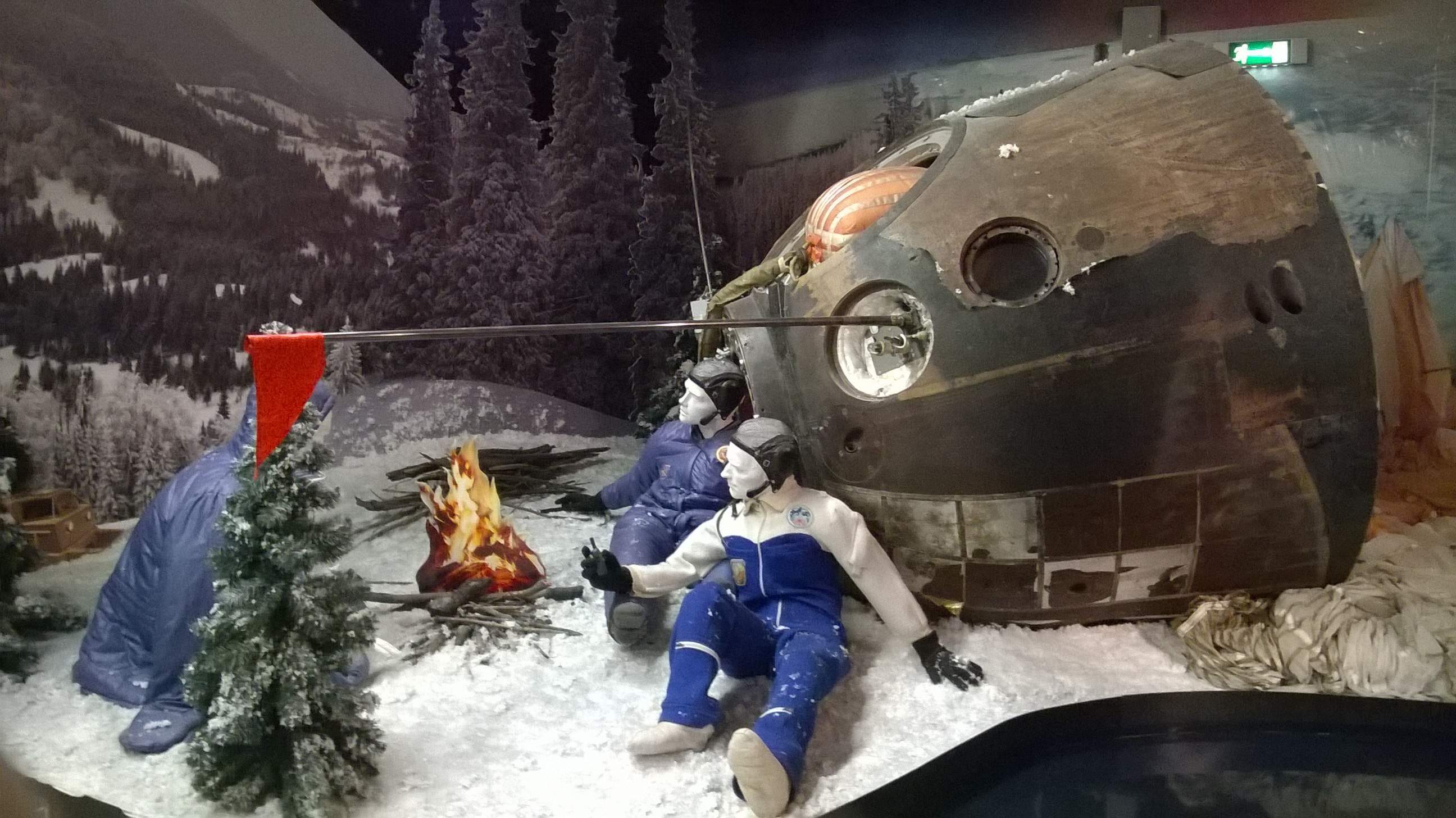
ماژول فرود سایوز تی‌ام-۷

## خدمه مأموریت
| شماره | نام                          | ملیت               | تعداد پرواز | نقش عملیاتی | تصویر |
| ۱     | الکساندر الکساندروویچ وولکوف | اتحاد جماهیر شوروی | ۲           | فرمانده     |       |
| ۲     | سرگئی کریکالف                | اتحاد جماهیر شوروی | ۱           | مهندس پرواز |       |
| ۳     | ژان-لوپ کرتین                | فرانسه             | ۲           | محقق فضایی  |       |